# Outlook (magazine canadien)
Pour les articles homonymes, voir Outlook.
Outlook: Canada's Progressive Jewish Magazine était un magazine bimestriel juif canadien fondé en 1963 et disparu en 2016. Il reflétait les idées de l'organisation juive laïque canadienne United Jewish People.